# Maut (Brauchtum)
Das Wort Maut oder Klause bezeichnet einen Kärntner Brauch vor der kirchlichen Hochzeit. In Oberösterreich ist die Bezeichnung Maut ebenfalls nachgewiesen. 
Im übrigen Österreich ist der Brauch ebenfalls, wenn auch unter anderen Namen, bekannt. So wird er manchmal als Wegsperre, oder eben als Absperren bezeichnet. In Südtirol wird der Brauch Zaun genannt und findet nach der Hochzeit statt.
Das Brautpaar wird vor ein paar lösbare Aufgaben gestellt, die, zur Erheiterung der Hochzeitsgäste, wenn möglich peinlich sein sollten. Wenn diese gelöst werden, „darf“ das Paar den Weg zur Kirche antreten und heiraten. Sinn dieses Brauchs ist das Testen der Heiratswilligen, ob sie gemeinsam wie auch alleine schwierige Situationen meistern können. Oft werden Fähigkeiten der Brautleute erwartet, die ins Fach- oder Berufsfeld des Partners fallen, um zu prüfen, ob man sich auch für die Aufgaben des Partners interessiert. Aber auch die Haushaltsfähigkeiten der Braut werden so auf eine Probe gestellt.